# 埃亞克 (阿拉斯加州)
埃亞克（英語：Eyak）是位於美國阿拉斯加州瓦爾迪茲-科爾多瓦人口普查區的一個非建制地區。該地的面積和人口皆未知。

## 地理
埃亞克的座標為60°31′30″N 145°36′00″W / 60.52500°N 145.60000°W，而該地的平均海拔高度為700米（即2297英尺）。